# Unciaal 081

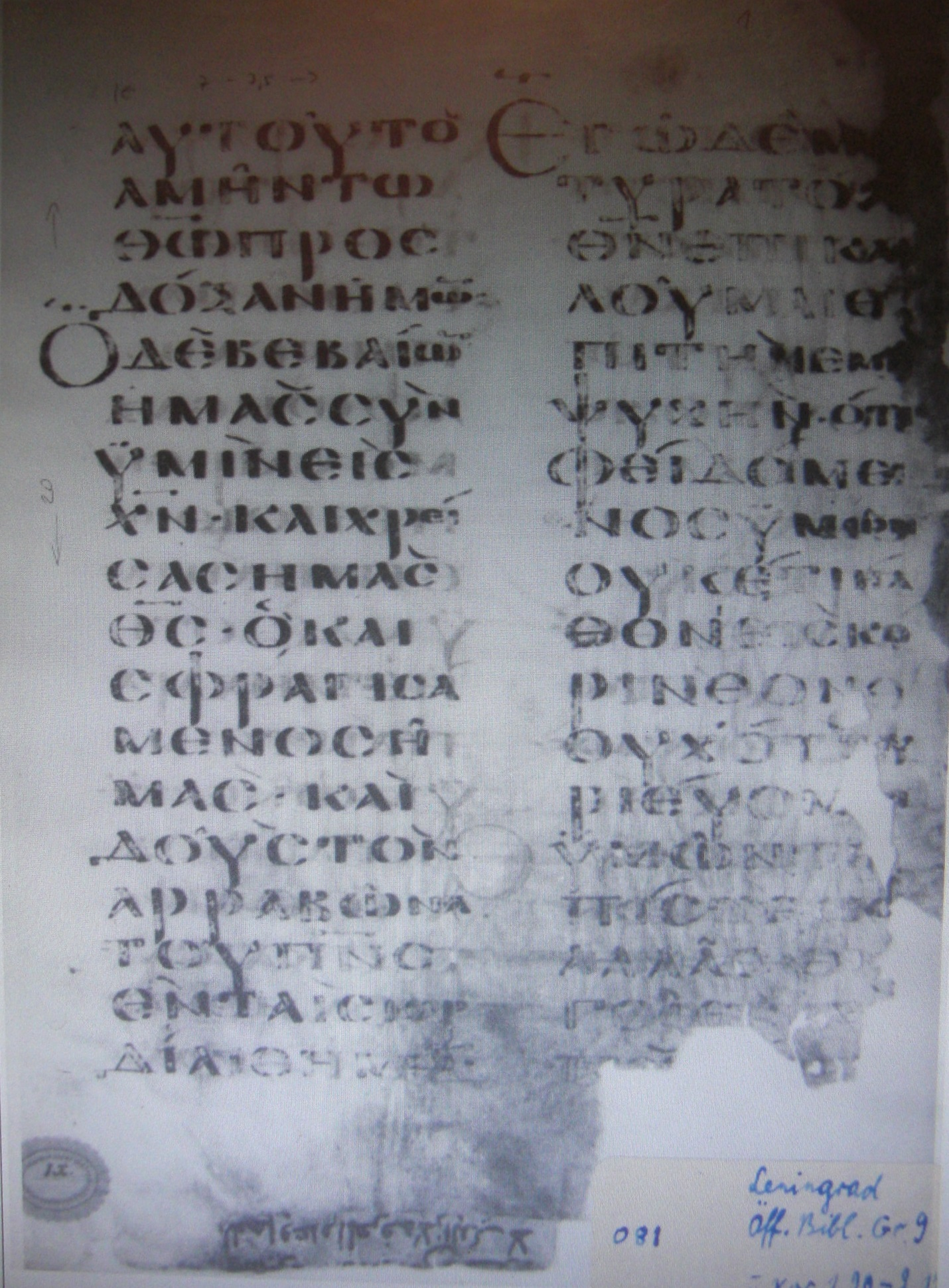
Unciaal 081; 2 Kor 1,20-24

De Codex Tischendorfianus II (Gregory-Aland no. 081), is een van de Bijbelse handschriften in de Griekse taal. Het dateert uit de 6e eeuw en is geschreven met uncialen op perkament.

## Beschrijving
Het bevat de tekst van Tweede brief aan de Korintiërs 1,20-2,12. De gehele codex bestaat uit 2 bladen (28 × 23 cm) en werd geschreven in twee kolommen per pagina, 18 regels per pagina.
De codex is een representant van het Alexandrijnse tekst-type, Kurt Aland plaatste de codex in Categorie II.

## Geschiedenis
De codex werd gebracht van de Sinaï door Konstantin von Tischendorf in 1859. Het handschrift werd verzameld door Konstantin von Tischendorf en Kurt Treu.
Het handschrift bevindt zich in de Russische Nationale Bibliotheek (Gr. 9), in Sint-Petersburg en Patriarchaat van Alexandrië (496).